# Petelia capitata
Petelia capitata là một loài bướm đêm trong họ Geometridae.